# Penisola Gurnon
La penisola Gurnon è una penisola situata nella Terra di Marie Byrd, in Antartide, in particolare sulla costa di Walgreen. La penisola, che raggiunge una lunghezza in direzione sud-ovest/nord-est di circa 20 km è a sua volta parte di una penisola più vasta, la penisola Bear, di cui costituisce il ramo nord-orientale, e si estende nel mare di Amundsen fiancheggiata a ovest dal ghiacciaio Park, che la divide dal duomo Moore, e a est dal ghiacciaio Bunner, che la divide dal ghiaccio pedemontano Hamilton.

## Storia
La penisola Gurnon è stata osservata per la prima volta da membri del Programma Antartico degli Stati Uniti d'America tra il 1939 e il 1941 ed è stata mappata dallo United States Geological Survey grazie a ricognizioni terrestri dello stesso USGS e a fotografie aeree scattate dalla marina militare statunitense nel periodo 1959-66. In seguito, essa è stata battezzata con il suo attuale nome dal Comitato consultivo dei nomi antartici in onore del tenente P. J. Gurnon, comandante di un LC-130 durante le operazioni Deep Freeze della stagione 1965-66 e 1966-67.